# Lchavan
Lchavan (en arménien Լճավան ; jusqu'en 1967 Yarpuzlu) est une communauté rurale du marz de Gegharkunik, en Arménie. Elle compte 627 habitants en 2008.